# Turritella hookeri
Turritella hookeri är en snäckart som beskrevs av Reeve 1849. Turritella hookeri ingår i släktet Turritella och familjen tornsnäckor. Inga underarter finns listade i Catalogue of Life.